# Liste der Monuments historiques in Saint-Maixent-sur-Vie
Die Liste der Monuments historiques in Saint-Maixent-sur-Vie führt die Monuments historiques in der französischen Gemeinde Saint-Maixent-sur-Vie auf.

## Liste der Bauwerke
| Bezeichnung     | Beschreibung | Standort        | Kennzeichnung | Schutzstatus | Datum | Bild |
| --------------- | ------------ | --------------- | ------------- | ------------ | ----- | ---- |
| Pierre de criée |              | Friedhof (Lage) | PA00110252    | Classé       | 1926  |      |

## Liste der Objekte
- Monuments historiques (Objekte) in Saint-Maixent-sur-Vie in der Base Palissy des französischen Kultusministeriums